# Марк Хордеоний Флак
Марк Хордеоний Флак (на латински: Marcus Hordeonius Flaccus; * 14 г.; † ок. 69 г.) e политик, сенатор и генерал на Римската империя през 1 век.
Неговият баща Марк Хордеоний живее близо до Неапол и e прокуратор patrimonii по времето на император Тиберий в Нарбонска Галия.
През 47 г. Хордеоний Флак е суфектконсул заедно с Гай Калпетан Ранций Седат. През 68 г. е легат в Горна Германия и участва в потушаването на Батавското въстание на Рейн. През 69 г. е управител на Долна Германия.